# Sainte-Eugénie-de-Villeneuve
Sainte-Eugénie-de-Villeneuve település Franciaországban, Haute-Loire megyében. Lakosainak száma 107 fő (2022. január 1.). Sainte-Eugénie-de-Villeneuve Vissac-Auteyrac, Chavaniac-Lafayette, Fix-Saint-Geneys, Jax, Saint-Georges-d’Aurac és Varennes-Saint-Honorat községekkel határos.

## Népesség
A település népessége az elmúlt években az alábbi módon változott:
| Lakosok száma | 112  | 108  | 102  | 99   | 85   | 91   | 107  | 113  | 115  | 107  |
|               | 1968 | 1982 | 1990 | 2006 | 2013 | 2015 | 2017 | 2019 | 2020 | 2022 |